# فريق القرود الآلي الخارق
فريق القرود الآلي الخارق مسلسل رسوم متحركة أمريكي من إنتاج شركتي جيتكس أنيميشن كونسيبتز واستديو ذا آنسر. بدا عرضه لأول مره في 18 سبتمبر 2004 واستمر حتى 16 ديسمبر 2006 . تمت دبلجة المسلسل للعربية بواسطة استديوهات تنوير جوزيف سمعان.

## القصة
كان هنالك فتى أسمه جيروا، كان يتمشى في ضواحي مدينة { شوكازوم } فوجد آلياً عملاقاً وعندها أستيقظت القرود الآليه الخمسة وأصبح جيروا قائداً لها.

## الشخصيات
أنتوري: القرد الأسود وهو مساعد القائد جدي كثيراً لا يحب الضحك. سلاحه: محطم العظام
سباركس: القرد الأحمر يحب المرح والضحك. سلاحه الكرة المغناطيسية.
جيبسون: القرد الأزرق هو العبقري بين فريقه يجد لكل شيء تحليل علمي.
نوفا: القردة الصفراء تحب العب والإستمتاع. سلاحها: السيدة مطرقة.
أتو: القرد الأخضر يحب صنع وتجميع الأشياء ـ لكنه كثير المزاح. سلاحه: المنجل القاطع.
جيروا: قائد الفريق يحب اللهو والمرح كان يخاف من الماء لكن سباركس ساعده يستهين بكثير من الأشياء. سلاحه: الركلة الضوئية

## روابط خارجية
- فريق القرود الآلي الخارق على موقع IMDb (الإنجليزية)
- فريق القرود الآلي الخارق على موقع ميتاكريتيك (الإنجليزية)
- فريق القرود الآلي الخارق على موقع روتن توميتوز (الإنجليزية)
- فريق القرود الآلي الخارق على موقع كينوبويسك (الروسية)
- فريق القرود الآلي الخارق على موقع ألو سيني (الفرنسية)
- فريق القرود الآلي الخارق على موقع قاعدة بيانات الفيلم (الإنجليزية)
- Super Robot Monkey Team Hyperforce Go! في قاعدة بيانات الرسوم المتحركة الكبيرة